# Révkápolnok
Révkápolnok (románul: Vad) település Romániában, a Partiumban, Máramaros megyében.

## Fekvése
Kápolnokmonostor északkeleti szomszédjában, a Láposba ömlő Kapnik folyó mellett fekvő település.

## Nevének eredete
Neve Kádár József leírása szerint Rév előneve a Vád latin szóból ered, ami átkelőhelyet, rév-et jelent: a Kapnikpatakán innen fekvő Kápolnok, megkülönböztetésként a többi Kápolnok nevű helységtől.

## Története
Révkápolnok nevét 1424-ben említette előszöroklevél Rewkapolnok és Revtapoly néven.
1427 körül Recapal, az 1549-es adóösszeíráskor Raykapalnok, 1566-ban Kwkapolnok, 1609-ben 
Recapalnuk,  1630-ban Rekakapolnok, 1669-ben Rév-Kapálnok, 1679-ben Vád, 1890-ben belügyminiszteri rendeletre eddigi Vád nevét Rév-Kápolnok-ra változtatták.
Révkápolnok Kővár tartozéka és román falu volt, de neve csak 1424-ben, a leleszi levéltár egyik oklevelében fordult elő először, mikor a Drágffy család tagjainak osztozkodásakor Drág fiainak Györgynek és Sandrinnak jutott.
A Drágffyak birtoka volt, egészen 1556-ig, mikor Drágfi Györgynek (Drágffy Gáspár (†1545) és somlyói Báthory Anna 1555-ben elhunyt idősebb fiának) örökös nélkül maradt birtokát Izabella királyné bátori (ecsedi) Báthori György tárnokmesternek, nejének Báthory Annának és fiuknak Istvánnak (†1605) adományozta. 1565-ben Báthori György fellázadt II. Miksa császár ellen, és miután a lázadást leverték, feje váltságaként Kővárt és tartozékait a császárnak engedte át.
1567-ben azonban II. János király, miután Kővárt visszafoglalta II. Miksa császártól, Kővárt összes tartozékaival együtt Beregszói Hagymási Kristófnak adományozta.
1583-ban Báthory Zsigmond e falut a kapniki ezüstbányászat céljából 2 évre, majd 1585-ben újabb 12 évre báró Herberstein Felicziánnak adta haszonbérbe, de később 1591-ben Herberstein Feliczián halálával a haszonbért annak örököseivel további 6 évre megújította, 1602-ben pedig e birtokot Cserényi Farkasnak adományozta.
1603-ban a kápolnok-monostori járáshoz tartozott.
1617-ben Bethlen Gábor foglalta el Révkápolnokot, mely akkor Lónyay Menyhért birtoka volt, és melyet még Báthory Gábortól kapott.
1630-ban Brandenburgi Katalin e birtokot Haller Péternek és nejének; Lónyai Ilonának adta zálogba.
1647-ben Haller Péter e birtokát második nejére; Péchy Erzsébetre és gyermekeire Péterre és Erzsébetre hagyta, melyet a fejedelem 1649-ben megerősített.
1650-ben Kővárhoz tartozó  birtok.
1702-ben gróf Mikes Mihály és fiai Ferencet és Mihály birtoka volt, kiket Lipót császár is megerősített e birtokukban.
1765-ben a Mikes család tagjai: Mikes Ferencz és neje Eszterházi Kata fia Mikes Antal, valamint gróf Kornis Mihály és testvére Mária báró Kemény Farkasné, báró Kornis Antal és neje gróf Mikes Mária gyermekei megosztoztak itteni birtokukon,  gróf Kornis Mihálynak és Máriának itt 26 jobbágy 44 fiúval és 2 zsellér jutott.
1770-ben birtokosai: gróf Kornis Mihály és Mária báró Kemény Farkasné.
1820-ban gróf Kemény Anna és Krassai Éva birtoka volt.
1839-ben Huszár Károly és Pap Mária Fülöpp István özvegye e birtokukat a kincstárnak visszaadták.
1898-ban birtokosai: Farkas János vétel a királyi kincstártól, Mózsa Jakab, Kosztin Gábor öröklés folytán.
Lakosai kezdet óta románok voltak, kiknek 1566-ban vajdájuk a Szurdokkápolnokon lakó Kápolnoki György volt.
1910-ben 495 lakosából 12 német, 474 román, volt. Ebből 467 görögkatolikus, 16 görögkeleti ortodox, 12 izraelita volt.
A trianoni békeszerződés előtt Szolnok-Doboka vármegye Kápolnokmonostori járásához tartozott.

## Nevezetességei
- Görögkatolikus fatemploma - a községen kivül épült, Szent-Paraszkéva tiszteletére szentelték fel. Van három harangja, melyeket 1851 és 1888 között Kolozsváron öntöttek.